# Cheilanthes bradei
Cheilanthes bradei là một loài dương xỉ trong họ Pteridaceae. Loài này được J. Prado & A.R. Sm. mô tả khoa học đầu tiên năm 2002.